# Случная болезнь
Случная болезнь (подседала, дурина) — инфекционная болезнь непарнокопытных животных (лошадей), вызываемая трипаносомой вида Trypanosoma equiperdum. Название происходит от основного способа заражения животных — при случке. В XIX веке случную болезнь называли «венерической болезнью лошадей».

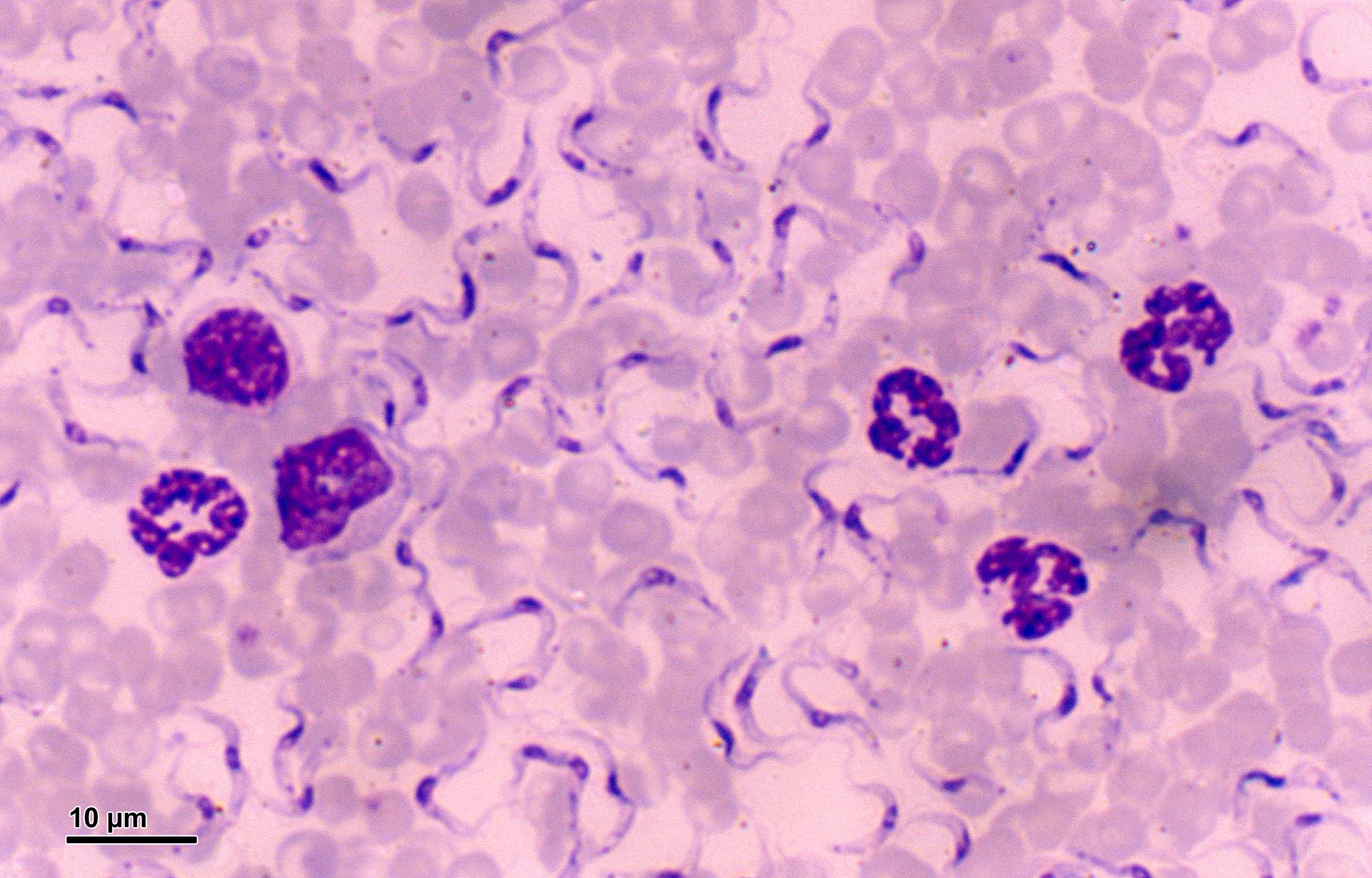
Trypanosoma equiperdum

## Симптоматика
Болезнь обычно развивается медленно, в течение 8—10 месяцев. У больных животных наблюдаются отёк половых органов, бляшки и депигментация кожи, поражение нервной системы, в хронической форме переходящее в ослабление, парез, а затем и паралич задней половины тела.

## Профилактика и лечение
Мерой профилактики является диагностическое обследование животных перед случной кампанией. Выявленные больные животные подлежат изоляции, затем лечению или умерщвлению в зависимости от ситуации.
Существуют четыре основных препарата, применяющиеся при лечении случной болезни: сурамин, диминазен, цимерлазан и кинапирамин. В редких случаях наблюдается выздоровление без лечения.
На территории Российской Федерации лечение животных со случной болезнью запрещено: животные подлежат убою:

2.3. В случае выявления среди завезённых животных больных, положительно и сомнительно реагирующих в РСК, всю партию лошадей убивают.